# 萊沙拉 (內布拉斯加州)
萊沙拉（英語：Leshara）是位於美國內布拉斯加州桑德斯縣的村。

## 人口
根據2020年美國人口普查的數據，萊沙拉的面積為0.18平方千米，皆為陸地。當地共有人口108人，而人口密度為每平方千米600人。